# Wahlen zum Repräsentantenhaus der Vereinigten Staaten 1814
Bei den Wahlen zum Repräsentantenhaus der Vereinigten Staaten 1814 wurden in den Vereinigten Staaten ab dem 26. April 1814 an verschiedenen Wahltagen die Abgeordneten des Repräsentantenhauses gewählt. Die Wahlen waren Teil der allgemeinen Wahlen zum 14. Kongress der Vereinigten Staaten in jenem Jahr, in dem auch ein Drittel der US-Senatoren gewählt wurde. Da die Wahlen etwa in der Mitte der zweiten vierjährigen Amtszeit von Präsident James Madison stattfanden (Midterm Election), galten sie auch als Votum über die bisherige Politik des Präsidenten.
Zum Zeitpunkt der Wahlen bestanden die Vereinigten Staaten aus 18 Bundesstaaten. Die Zahl der zu wählenden Abgeordneten betrug 183. Die Sitzverteilung im Repräsentantenhaus basierte auf der Volkszählung von 1810. Die Wahl war überschattet von den Ereignissen des im Jahr 1812 ausgebrochenen Britisch-Amerikanischen Krieges, der auch das beherrschende Wahlkampfthema war. Die Föderalisten waren entschieden gegen den Krieg und fanden nach wie vor aus handelspolitischen Gründen vor allem in ihrer Stammheimat Neuengland damit Anklang. Dort war zwischenzeitlich die Stimmung gegen den Krieg so groß, dass sogar über einen Austritt aus der Union nachgedacht wurde (Hartford Convention). Allerdings stellten sich in den anderen Landesteilen die Wähler hinter die Bundesregierung unter Präsident Madison und unterstützten die Kriegsanstrengungen. Das führte unter dem Strich zu einem leichten Zugewinn der Demokratisch-Republikanischen Partei. Für die Föderalisten war diese Wahl die letzte, bei der sie mehr als ein Drittel der Abgeordneten stellen konnten. In den nächsten Wahlen begann ihr endgültiger Abstieg, der dann Anfang der 1820er Jahre zur Auflösung der Partei führte.
Frauen und Sklaven waren weder wahlberechtigt noch wählbar. In vielen Bundesstaaten waren auch freie Afroamerikaner von der Wahl ausgeschlossen. Das Wahlrecht für freie Männer war außerdem an einen gewissen Grundbesitz oder an ein bestimmtes Steueraufkommen gebunden.

## Wahlergebnis
- Demokratisch-Republikanische Partei: 119 (114) Sitze
- Föderalistische Partei: 64 (68) Sitze

Gesamt: 183
In Klammern sind die Ergebnisse der letzten regulären Wahlen von 1812. Veränderungen im Verlauf der Legislaturperiode, die nicht die Wahlen an sich betreffen, sind bei diesen Zahlen nicht berücksichtigt, werden aber im Artikel über den 14. Kongress im Abschnitt über die Mitglieder des Repräsentantenhauses bei den entsprechenden Namen der Abgeordneten vermerkt. Das Gleiche gilt für Wahlen in Staaten, die erst nach dem Beginn der Legislaturperiode der Union beitraten. Daher kommt es in den Quellen gelegentlich zu unterschiedlichen Angaben, da manchmal Veränderungen während der Legislaturperiode in die Zahlen eingearbeitet wurden und manchmal nicht.

## Abgeordnete
siehe 14. Kongress der Vereinigten Staaten